# K2-111
Désignations
K2-111 est une étoile de la constellation zodiacale du Taureau. Sa magnitude apparente est de 11,14 et elle est donc trop peu brillante pour être visible à l'œil nu. D'après la mesure de sa parallaxe annuelle par le satellite Gaia, l'étoile est située à environ ∼ 648 a.l. (∼ 199 pc) de la Terre. Elle se rapproche du Système solaire à une vitesse radiale de −16,3 km/s. Il s'agit d'une vieille étoile qui possède deux exoplanètes confirmées en orbite.

## Propriétés
K2-111 est une étoile de type solaire, qui a commencé à évoluer hors de la séquence principale, de type spectral G2. C'est une très vieille étoile, avec un âge estimé de 12,3 ou 13,5 milliards d'années selon la méthode utilisée (analyse isochrone vs horloges chimiques), qui appartient très probablement au disque épais de la Voie lactée. Son abondance en fer n'est équivalente qu'à 35 % de l'abondance solaire, mais elle apparaît plus riche en éléments des réactions α — tels que le magnésium, le silicium ou le titane — comparés au fer, ce qui est cohérent avec une vieille étoile appartenant au disque épais.
K2-111 fait 84 % la masse du Soleil, mais son rayon est 25 % plus grand que le rayon solaire. Elle est 37 % plus lumineuse que le Soleil et sa température de surface est de 5 775 K. L'étoile apparaît être chromosphériquement tranquille, ne montrant que peu d'activité stellaire. Sa période de rotation est difficile à déterminer, mais pourrait être de 29 jours.
Les premiers observateurs de l'étoile ont suggéré qu'elle pourrait être membre de l'amas ouvert des Hyades, notamment en analysant son mouvement propre,, mais elle est située quatre fois plus loin de la Terre que l'amas et ses propriétés sont incompatibles avec une appartenance aux Hyades.

## Système planétaire
K2-111 possède deux exoplanètes confirmées en orbite. Il s'agit de l'un des systèmes planétaires les plus âgés connus. La première, K2-111 b, est détectée en 2015 par la méthode des transits, lors de la mission K2 « Second Light » du télescope spatial Kepler, puis est confirmée en 2017. Il s'agit d'une super-Terre dont la masse est d'abord estimée à 8,6 M⊕ en 2017, avant d'être précisée et ajustée à 5,29 M⊕ en 2020 puis à 5,58 M⊕ en 2023. Mortier et al. (2020) ont également confirmé que K2-111 b est une super-Terre légèrement moins dense que la Terre. Elle possède probablement un noyau ferreux relativement moins important mais un manteau silicaté très majoritaire en raison du milieu appauvri en métaux, particulièrement en fer, dans lequel la planète s'est formée. K2-111 b tourne autour de son étoile selon une période orbitale de 5,35 jours et avec une excentricité inférieure à 0,10.
En 2020, une deuxième exoplanète, K2-111 c, est découverte grâce à la méthode des vitesses radiales, celle-ci ne transitant pas. Sa masse minimale est de 11,08 M⊕ et elle tourne autour de son étoile selon une période orbitale de 15,68 jours et avec une excentricité inférieure à 0,07. Les deux planètes sont proches d'une résonance orbitale 3:1.
Fridlund et al. (2017) ont suspecté la présence d'un autre corps dans le système avec une période supérieure à 120 jours, mais son existence n'a pas été confirmée par la suite. Cependant, Mortier et al. (2020) ont détecté des indices de la présence d'une planète supplémentaire avec une période orbitale de 61,5 jours et d'une masse minimale de 7 M⊕.
| Planète | Masse              | Demi-grand axe (ua) | Période orbitale (jours) | Excentricité | Inclinaison       | Rayon              |
| ------- | ------------------ | ------------------- | ------------------------ | ------------ | ----------------- | ------------------ |
| b       | 5,58+0,74 −0,73 M🜨 | 0,056 50 ± 0,000 45 | 5,351 80(40)             | < 0,100      | 86,43+0,37 −0,21° | 1,82+0,11 −0,09 R🜨 |
| c       | ≥ 11,08 ± 1,03 M🜨  | 0,115 69 ± 0,000 94 | 15,680 5 ± 0,006 4       | < 0,071      |                   |                    |